# Winnie l'ourson (franchise)
Winnie l'ourson est une franchise de la Walt Disney Company autour des personnages de Winnie l'ourson basé sur les personnages d'Alan Alexander Milne.

## Histoire
Selon Dave Smith, l'idée serait venue à Walt Disney par ses filles aimant lire les histoires de Winnie l'ourson, ce qui n'est pas sans rappeler la genèse de Mary Poppins (1964). Disney négocie et obtient les droits d'adaptation pour les 23 histoires de Winnie l'ourson.  En 1961, Buena Vista International est créée pour gérer les licences dont celle de Winnie l'ourson. Dès 1961, Walt Disney envisage un long métrage avec Winnie l'ourson mais après avoir sondé la population américaine il s'aperçoit que le personnage est assez peu connu malgré une apparition dans l'émission Shirley Temple's Storybook (en). Walt Disney préfère tester ce classique de la littérature anglaise inconnu des petits américains sous forme de moyen métrage, alors qu'un long métrage était initialement prévu.

### Premier moyen métrage et produits dérivés
Deux histoires sont sélectionnées pour un premier moyen métrage, Winnie l'ourson et l'Arbre à miel, réalisé par Wolfgang Reitherman et qui sort en 1966. À la suite du succès commercial des produits associés aux films Disney depuis les années 1930, le studio a régulièrement accompagné la sortie de ses productions d'éditions phonographiques et autres produits dérivés. Des jouets Winnie l'ourson ont été proposés dès 1964 sous licence par Sears, Roebuck and Company et un disque de Winnie l'ourson et l'Arbre à miel a été édité au printemps 1965 alors que le premier moyen métrage n'était prévu qu'en février 1966. Un 45 tours avec sur une face le thème de Winnie et l'autre Le Petit Nuage (Little Black Rain Cloud) a aussi été édité.
Fin 1966, peu avant sa mort, Walt Disney refuse que le studio produise un nouveau moyen métrage comme Winnie l'ourson et l'Arbre à miel sorti quelques mois plus tôt et dont le coût de production ne pouvait pas être compensé par une exploitation en moyen métrage.

### Poursuite des moyens métrages
Comme le souhaitait Walt Disney, l'adaptation des histoires de Winnie l'ourson dont il détenait les droits s'est faite aux États-Unis de manière lente. Bien que commencé avant la mort de Walt Disney le second moyen métrage Winnie l'ourson dans le vent ne sort qu'en 1968. Comme pour Winnie l'ourson et l'Arbre à miel, le disque de Winnie l'ourson dans le vent a été édité un an avant la sortie du moyen métrage et pire que pour le premier opus, aucun élément de la bande sonore du film n'apparaît sur ce disque.
Les deux moyens métrages ont été diffusés à la télévision séparément dans des émissions spéciales sponsorisées par Sears en 1970. En 1972, Sears continue à promouvoir Winnie au travers de sa licence avec Disney et lance une fausse campagne présidentielle « Vote for Pooh in '72 ».
En octobre 1972 et à nouveau en octobre 1976, le parc Disneyland a présenté une animation dans laquelle Winnie l'ourson était candidat aux élections présidentielles américains.

### Troisième moyen métrage et compilation
Le studio poursuit alors la production de disques avec un Winnie the Pooh and Tigger mélangeant la première rencontre de Winnie avec Tigrou et une histoire où Tigrou et Petit Gourou sont coincés dans un arbre. Cette histoire est rapidement choisie pour faire partie d'un troisième moyen métrage Winnie l'ourson et le Tigre fou qui sort en 1974,. Le moyen métrage Winnie l'ourson et le Tigre fou est à son tour diffusé à la télévision dans une émission de Sears en 1975.
Les trois moyens métrages ont été compilés pour en faire un long métrage en 1977 avec des éléments animés liant l'ensemble,,,,.

### Productions sous-traitées dans les années 1980
John Grant ajoute à la liste des moyens métrages compilés dans ce film, un court métrage éducatif Winnie the Pooh Discovers the Seasons (1981) et un quatrième moyen métrage intitulé Sacrée journée pour Bourriquet (1983), distribué sous le label Disney mais produit par Rick Reinert Productions. Le studio Disney avait déjà sous traité des films d'animation principalement des courts métrages publicitaires et des productions télévisuelles mais pas de films grand public depuis Les Bébés de l'océan (1938). Le personnage central de ce moyen métrage est Bourriquet dont c'est l'anniversaire. Selon John Grant, l'esthétique de la compilation est très fidèle aux illustrations originales d'E. H. Shepard mais la production de Reinert est de qualité inférieure. La sortie du moyen métrage a été couplée avec la ressortie du long métrage Merlin l'Enchanteur (1963).

### Premières séries télévisées
De 1991 à septembre 2009, la famille de Stephen Slesinger était en procès contre Disney à propos des royalties de Winnie l'ourson. À la mort de Stephen Slesinger en 1953, sa femme avait signé un accord de licences avec Disney. L'une des accusations était la fourniture par Disney de rapports tronqués aux Slesinger. Un des points était que Disney payait les droits d'adaptation en animation mais pas ceux des produits dérivés. Ces données auraient créé un préjudice de 2 milliards d'USD pour la famille Slesinger. Au bout de 18 années de procédures, un juge de Los Angeles a déclaré que Disney n'avait commis aucune infraction à l'accord signé ni aucune retenue sur les royalties.
Le 1er juin 2009, Disney Consumer Products annonce le développement de ses licences présentes sur Disney Channel dont un film de Winnie l'ourson.  Le 30 septembre 2009, un juge de Los Angeles déclare que Disney n'avait commis aucune infraction à l'accord signé ni aucune retenu sur les royalties de Winnie l'ourson, procès entamé en 1991 par la famille de Stephen Slesinger.

## Productions

### Courts et moyens métrages d'animation
- 1966 : Winnie l'ourson et l'Arbre à miel
- 1968 : Winnie l'ourson dans le vent
- 1974 : Winnie l'ourson et le Tigre fou
- 1981 : Winnie the Pooh Discovers the Seasons[17]
- 1983 : Sacrée journée pour Bourriquet
- juin 1985 : Too Smart for Strangers, with Winnie the Pooh  pour les enfants et sur les notions économiques de base[22] ;
- septembre 1989 : Think It Through with Winnie the Pooh, une série de plusieurs courts métrages éducatifs :
  - One and Only You (14 min) sur la bonne image de soi[23] ;
  - Responsible Persons (14 min) sur la responsabilité et les compétences de chacun[24] ;
- 1990 : Winnie the Pooh's ABC of Me, court métrage éducatif de 12 min édité le 18 janvier sur l'alphabet[25]
- 1991 : Winnie l'ourson : Noël à l'unisson (Winnie the Pooh and Christmas Too)

### Longs métrages d'animation
- 1977 : Les Aventures de Winnie l'ourson, compilation des trois premiers courts métrages
- 1997 : Winnie l'ourson 2 : Le Grand Voyage (Pooh's Grand Adventure : The Search for Christopher Robin)
- 1999 : Winnie l'ourson : Joyeux Noël (Winnie the Pooh: Seasons of Giving)
- 2000 : Les Aventures de Tigrou (The Tigger Movie)
- 2002 : Winnie l'ourson : Bonne Année (Winnie the Pooh: A Very Merry Pooh Year)
- 2003 : Les Aventures de Porcinet (Piglet's Big Movie)
- 2004 : Les Aventures de Petit Gourou (Winnie the Pooh: Springtime with Roo)
- 2005 : Winnie l'ourson et l'Éfélant (Pooh's Heffalump Movie)
- 2005 : Winnie l'ourson : Lumpy fête Halloween (Pooh's Heffalump Halloween Movie)
- 2011 : Winnie l'ourson (Winnie the Pooh)

### Film en prise de vues réelles
- 2018 : Jean-Christophe et Winnie (Christopher Robin)

### Séries télévisées
- 1983-1987 : Les Aventures de Winnie l'ourson (Welcome to Pooh Corner) avec personnages « réels »
- 1988-1991 : Les Nouvelles Aventures de Winnie l'ourson (The New Adventures of Winnie the Pooh), une série animée dont sont tirées plusieurs compilations DVD
  - 1999 : Winnie l'ourson : Hou ! Bouh ! Et re-bouh !
  - 2004 : Winnie l'ourson : Je t'aime toi ! (Winnie the Pooh : A Valentine for You)
- 1999 : Disney's Learning Adventures, épisode Winnie l'ourson : 123
- 2001-2003 : Le Livre de Winnie l'ourson une série avec des marionnettes
- 2007-2009 : Mes amis Tigrou et Winnie une série en image de synthèse dont sont tirées trois compilations en DVD
  - 2007 : Mes amis Tigrou et Winnie : Un Noël de super détectives
  - 2008 : Mes amis Tigrou et Winnie : Enquêtes et Découvertes
  - 2008 : Mes amis Tigrou et Winnie : La Forêt des rêves bleus
- 2011-2012 : Les Espacades de Winnie l'ourson (The Mini Adventures of Winnie the Pooh), 29 épisodes de 2 minutes

### Attractions
Dans les parcs Disney :
- Many Adventures of Winnie the Pooh
  - au Magic Kingdom en Floride
  - à Disneyland en Californie
  - à Hong Kong Disneyland
- Pooh's Hunny Hunt à Tokyo Disneyland.

### Jeux vidéo
- 1986 : Winnie the Pooh in the Hundred Acre Wood développé par Sierra On-Line
- 2000 : Winnie l'ourson : La Chasse au miel de Tigrou développé par Disney Interactive
- 2002 : Winnie l'ourson : C'est la récré !
- 2003 : Les Aventures de Porcinet développé par Doki Denki Studio
- 2005 : Winnie l'ourson : À la recherche des souvenirs oubliés développé par Phoenix Studio pour Ubisoft
- 2007 : Disney Friends développé par Amaze Entertainment
- 2010 : Winnie The Pooh's Home Run Derby jeu vidéo en flash sur le site internet de Disney

Série Kingdom Hearts
- 2002 : Kingdom Hearts
- 2004 : Kingdom Hearts: Chain of Memories
- 2006 : Kingdom Hearts 2, Kingdom Hearts 2: Final Mix et Kingdom Hearts 2: Final Mix+

### Produits dérivés
De nombreux produits dérivés existent que ce soit les peluches, les vêtements ou les accessoires divers et variés.
L'univers de Winnie l'ourson fait partie de la gamme Disney Baby